# Zethes bella
Zethes bella là một loài bướm đêm trong họ Erebidae.